# La Fin du monde (roman)
La Fin du monde est un roman d'anticipation écrit par l'astronome et écrivain français Camille Flammarion. Publié initialement en feuilleton en 1893 dans la Revue illustrée, le roman est agrémenté de nombreuses illustrations faites par vingt-deux dessinateurs lors de sa parution en volume l'année suivante aux éditions Ernest Flammarion.
Le roman est adapté au cinéma en 1931 par Abel Gance.

## Intrigue
Cet ouvrage tient à la fois du roman d'anticipation et de l'essai scientifique et philosophique, dans lequel l'astronome et vulgarisateur Camille Flammarion dresse le tableau du futur de l'humanité. 
Pour construire son récit, il adopte une progression chronologique : la première partie intitulée « Au vingt-cinquième siècle. Les théories » met en scène la société du XXVe siècle devant faire face à l'arrivée imminente d'une comète s'apprêtant à percuter la Terre. Dans la seconde partie intitulée « Dans dix millions d'années », Camille Flammarion poursuit son histoire de l'humanité en décrivant une société utopique entièrement transformée tant au niveau social qu'économique et politique. Enfin, le récit se conclut avec un épilogue nommé « Après la fin du monde terrestre ».

## Analyse de l'œuvre
Si Camille Flammarion met à profit ses talents de vulgarisateur afin d'exposer un vaste panorama des progrès de l'humanité au cours des siècles, tout au long de son récit, il fait intervenir de manière récurrente la thématique de la fin de la Terre. 
Alors qu'il reprend, dans la première partie, des points qu'il avait déjà exposés de nombreuses années plus tôt dans Les Mondes imaginaires et les mondes réels en 1865, concernant notamment ses théories astronomiques sur les planètes du système solaire, il reprend par la suite des passages de son roman pour composer les articles « Comment arrivera la fin du monde » et « Après la mort de la Terre », publiés dans le recueil Excursions dans le ciel (1898).  
Enfin, Camille Flammarion rend hommage à l'œuvre de Jean-Baptiste Cousin de Grainville, Le Dernier Homme (1805) en nommant comme son prédécesseur, son héros Omégar. Outre la référence patronymique, la fin de l'ouvrage semble d'ailleurs fortement inspiré du roman de Grainville.

## Publications françaises
La Fin du monde paraît en feuilleton pour la première fois dans la Revue illustrée du 22 juin au 10 août 1893. Le récit est à nouveau publié dans le périodique La Science illustrée du 2 décembre 1893 au 26 mai 1894 avec des illustrations d'Hermann Vogel, puis dans Le Bon Journal du 1er août au 17 octobre 1895.
L'ouvrage, réédité à de nombreuses reprises tout au long du XXe siècle, est publié en volume pour la première fois en 1894 aux Éditions Ernest Flammarion. Fortuné Méaulle est chargé de graver les illustrations de vingt-deux dessinateurs qui collaborent à l'ouvrage :
- Jean-Paul Laurens
- Georges-Antoine Rochegrosse
- Émile Bayard
- P. Fouché
- Frédéric Lix
- Marcel Lecoultre
- Paul Albert Laurens
- C. Julien
- Carlos Schwabe
- Marin Baldo
- Eugène Grasset
- Octave Saunier
- Paul Merwart
- Jacques Wagrez
- Hermann Vogel
- A. Bach
- Octave Guillonnet
- Rudaux
- Felician Myrbach
- Chovin
- Albert Robida
- Henri Meyer